# George Hillyard
George Whiteside Hillyard (* 6. Februar 1864 in Hanwell, Middlesex; † 24. März 1943 in Pulborough, Sussex) war ein britischer Tennisspieler.

## Leben
Hillyard diente in seiner Jugend bei den Royal Navy und lernte den späteren König Georg V. kennen. 1887 heiratete er Blanche Bingley, die sechsmal das Dameneinzel der Wimbledon Championships gewann. Im selben Jahr begann auch er damit, an Tennisturnieren teilzunehmen. Mehrfach konnte er bei den Wimbledon Championships das Viertelfinale erreichen (1889, 1897, 1901), kam jedoch nie darüber hinaus. Im Doppelwettbewerb erreichte er 1889 und 1890 an der Seite von Ernest Lewis das Endspiel. Bei den English Covered Courts Championships gewann er 1890 und 1891 mit Harry Scrivener und 1904 und 1905 mit Laurie Doherty den Titel im Doppel. Darüber hinaus gewann er zweimal die das Turnier in Hamburg. Bei den Olympischen Sommerspielen im Jahre 1908 in London gewann er gemeinsam mit Reginald Doherty die Goldmedaille im Rasen-Doppel der Männer. Im Halbfinale mussten sie gegen Clement Cazalet und Charles Dixon nach einem 0:2-Satzrückstand im vierten Satz sieben Matchbälle abwehren, bevor sie sich selbst in fünf Sätzen durchsetzen konnte. Im Finale gewann sie schließlich glatt in drei Sätzen. In der Doppelkonkurrenz der Halle verlor Hillyard noch in der ersten Runde mit Wilberforce Vaughan Eaves. Bei seinem Olympiasieg war er schon 44 Jahre alt.
Während des Ersten Weltkriegs diente Hillyard erneut in der Marine und wurde zum Commander befördert. Von 1907 bis 1924 war er Geschäftsführer des All England Lawn Tennis and Croquet Club.
Hillyard war auch ein begeisterter Golfer und Cricketspieler. 1903 besiegte er Harold Hilton, den damaligen Amateur-Champion im Golf. Hillyard starb 1943 im Alter von 79 Jahren.